# Колония Сингапур
Колония Сингапур (англ. Colony of Singapore) — коронная колония британской империи с 1946 по 1959 год, охватывавшая территорию современного Сингапура. В этот период остров Рождества, кокосовые острова и также лабуан управлялись из Сингапура. Сингапур ранее был основан как британская колония в 1824 году и управлялся как часть Стрейтс-Сетлментс с 1826 года. Колония Сингапур была создана, когда ликвидировались Стрейтс-Сетлментс после окончания японской оккупации Сингапура в 1945 году. Власть британского правительства была возложена на губернатора Сингапура. Колония получила частичное внутреннее самоуправление в 1955 году и полное внутреннее самоуправление было предоставлено в 1959 году как самоуправляющаяся колония.
После нескольких лет самоуправления, Сингапур объединился с Малайской Федерацией, Сараваком и Сабахом, образовав Малайзию 16 сентября 1963 года, тем самым полностью положив конец 144-летнему британскому правлению в Сингапуре. Спустя 2 года, из-за различий во взглядах на решение политических, экономических и расовых вопросов штат Сингапур был исключён из Малайзии и 9 августа 1965 года Сингапур стал независимой суверенной страной.

## Восстановление британского правления
После капитуляции Японии 15 августа 1945 года в Сингапуре наступила аномия, так как японские власти уже не контролировали ситуацию, а британских властей ещё не было. Отмечены случаи грабежей и убийств из мести.
Когда в сентябре 1945 года британцы вернулись в Сингапур, то их приветствовали тысячи сингапурцев, выстроившихся вдоль улиц. С сентября 1945 года по апрель 1946 Сингапур находился под управлением Британской военной администрации. 1 апреля 1946 года колония Стрейтс-Сетлментс была ликвидирована, и Сингапур стал отдельной королевской колонией.
В послевоенном[когда?]

 Сингапуре была разрушена почти вся инфраструктура, не хватало еды, царило беззаконие. Безработица, высокие цены на продовольствие и недовольство рабочих привели в 1947 году к серии забастовок. Однако послевоенный рост мирового спроса на древесину и резину привели к началу восстановления экономики в конце 1947 года.
Неспособность британцев защитить Сингапур в ходе войны вызвала падение доверия к ним со стороны сингапурцев. Послевоенные[когда?]

 годы характеризовались подъёмом националистических и антиколониальных настроений среди местного населения. В свою очередь британцы начали готовить Сингапур и Малайю к предоставлению им самоуправления. В июле 1947 года были образованы Законодательный и Исполнительный советы, и начались приготовления к избранию в следующем году шестерых членов Законодательного совета.

## Первый законодательный совет (1948—1951)
Первые выборы в Сингапуре состоялись в марте 1948 года. Право голоса имели лишь британские граждане, и лишь 10 % из них — около 23 тысяч человек — зарегистрировалось для участия в голосовании. Кроме того, выборы проводились лишь на 6 из 25 мест Законодательного совета — на остальные места члены совета либо назначались губернатором, либо избирались торговыми палатами. Три из шести мест завоевали представители новообразованной Сингапурской прогрессивной партии, на остальные места были избраны независимые кандидаты.
Через три месяца после выборов разразилась война в Малайе, и британцы ввели жёсткие меры по контролю над «левыми» в Сингапуре и Малайе. Был принят Закон о внутренней безопасности, позволявший задерживать без суда лиц, заподозренных в «угрозе безопасности». Так как именно «левые» были основными противниками колониальной системы, данные меры на несколько лет затормозили движение к самоуправлению. Колониальные власти также стремились пресечь контакты между сингапурскими китайцами и Китаем, только что перешедшим под власть коммунистов; так, местному бизнесмену и филантропу Чэнь Цзягэну было запрещено возвращаться в Сингапур после того, как он совершил поездку в Китай.

## Второй законодательный совет (1951—1955)
Вторые выборы в Законодательный совет состоялись в 1951 году, число избираемых членов совета было увеличено с 6 до 9. Выборы опять выиграла Сингапурская прогрессивная партия, завоевавшая 6 мест.
В 1953 году, когда коммунистическое движение в Малайе было в основном подавлено, правительство назначило комиссию под руководством Джорджа Рендела для изучения возможности предоставления Сингапуру самоуправления. Комиссия предложила ввести ограниченное самоуправление. Законодательный совет должен был быть заменён Законодательной Ассамблеей, 25 из 32 членов которой избирались бы на выборах; британцы сохраняли бы контроль над вопросами внешних отношений и внутренней безопасности, а также обладали бы правом вето в сфере законодательства.
Правительство согласилось с рекомендациями, и выборы в Законодательную Ассамблею состоялись 2 апреля 1955 года. Выборы были очень бурными, в них приняло участие ряд новых, новосформированных партий. В отличие от предыдущих выборов избиратели регистрировались автоматически, что увеличило избирательную базу до 300 тысяч человек. Сингапурская прогрессивная партия с треском проиграла выборы, завоевав всего 4 места. Победителем стал «левый» Трудовой фронт Давида Маршалла, который завоевал 10 мест, и смог сформировать коалиционное правительство вместе с альянсом МНО-МКА, завоевавшим 3 места. Другая новая «левая» партия — Партия «Народное действие» — также завоевала 3 места.